# 埃曼塔尔干酪
埃文達芝士（Emmental、Emmentaler、Emmenthal）又称大孔奶酪，是瑞士著名芝士，產自瑞士中部伯尔尼州埃默河谷地区。
埃文達芝士是世界上最大的芝士之一，需要1200公升的奶製造。這種芝士的外殼平滑，具淡黃色，芝士肉是深黃色，肉身上有小至櫻桃，大至高爾夫球的洞眼。埃文達芝士具有不同的洞眼是因為在發酵過程中，加入了一種名為費氏丙酸桿菌的細菌在奶品中。

## 备注
1. ↑  音译译名包括：埃曼塔尔、埃曼塔、埃文達、爱曼塔、艾美达、愛摩塔、爱蒙塔尔、爱芒特乾酪等等。